# Microchip (identificazione animali)
Il microchip è un circuito integrato applicato nel tessuto sottocutaneo di un cane, gatto, o di un altro animale. I microchip sono delle dimensioni circa di un chicco di riso e sono basati su una tecnologia passiva RFID.
Il tatuaggio è un altro metodo, oggi desueto, usato per l'identificazione degli animali, oppure dei collari cosiddetti "collari intelligenti".

## Usi e benefici
I microchip sono particolarmente utili in caso di smarrimento o rapimento degli animali domestici.  Possono anche essere determinanti in caso di contenzioso sulla proprietà degli animali.
I rifugi e i centri di lotta al randagismo ricevono un enorme beneficio nell'applicazione dei microchip, che permettono una restituzione più veloce ed efficiente degli animali ai loro legittimi padroni.
Oltre che dai rifugi, i microchip sono utili nei canili, agli allevatori, venditori, agli addestratori nei libri genealogici, nelle strutture veterinarie, nell'allevamento del bestiame.
Le guardie zoofile, il servizio veterinario delle ASL e I veterinari Liberi professionisti sono forniti di un lettore di microchip.
Molte nazioni utilizzano e richiedono un numero di microchip insieme alla vaccinazione, come prova che la vaccinazione e l'animale corrispondano.
L'applicazione di microchip può essere richiesta nell'ambito delle regole del CITES che regolamenta il commercio di molti animali rari.
I medici veterinari possono applicare i microchip o ricercare un microchip applicato con il lettore ogni volta che l'animale è portato a fare una visita clinica.

## Componenti di un microchip
I microchip sono apparecchi passivi, chiamati RFID e perciò non contengono alcuna fonte di energia interna.
I componenti di base sono tre: un chip al silicio (circuito integrato); un nucleo di ferrite circondata da un filo di rame; e un piccolo condensatore.  Il chip contiene il numero di identificazione, più i circuiti elettronici per trasmettere le informazioni al lettore.  Il nucleo di ferrite – o di ferro – agisce come una radio antenna, pronta a ricevere il segnale del lettore.  Il condensatore funziona da sintonizzatore, formando un circuito LC con l'antenna.
Questi componenti sono racchiusi entro una capsula di vetro biocompatibile, e sigillati ermeticamente per impedire l'ingresso di liquidi corporei.
Il "chip" contiene al suo interno il numero d'identificazione, più circuiti elettronici per trasferire tale informazioni allo scanner. Il nucleo di ferrite funziona come un'antenna radio, adatta a ricevere segnali dallo scanner.
In Canada, Europa, Asia e Australia, i microchip per animali adottano uno standard (11784/11785) fissato dalla International Organization for Standardization, o ISO, le cui specifiche indicano che devono operare alla frequenza di 134.2 kHz.
La superficie esterna della capsula è trattata con microsolchi per facilitare l'ancoraggio nei tessuti sottocutanei ed impedirne la migrazione.
Il microchip ha una dimensione esterna di circa mm 7 di lunghezza e di mm 1,25 di diametro, ed è contenuto in un ago monouso, che può essere applicato su una particolare siringa o altro iniettore che, per ottemperare alle basilari norme di igiene, è sterile e monouso.
Il microchip impiantato accompagnerà l'animale per tutta la vita. Agli animali non nuoce né fisicamente né psicologicamente.

## Il codice del microchip
Il codice numerico del microchip si compone di 15 cifre, le prime tre delle quali identificano la ditta produttrice, mentre le successive costituiscono una serie progressiva univoca per lo stabilimento.

## Sito dell'impianto
In cani e gatti, i chip sono di solito inseriti sotto la pelle alla base del collo, fra le scapole sulla linea dorsale. Nell'Europa continentale il microchip può essere impiantato sul lato sinistro del collo. La posizione del chip può facilmente essere individuata toccando dolcemente la cute in quell'area; la posizione rimane fissa dato che il dispositivo è avvolto da strati sottili di tessuto connettivo che vi si formano dopo l'impianto.